# Diego da Silva
Diego da Silva (Foz do Iguaçu, 24 de janeiro de 1985) é um ex-futebolista brasileiro que atuava como atacante.

## Carreira
Em 2006, Diego Silva surgiu no Ipatinga e, em pouco tempo, conquistou a torcida que apelidou-o de "Diegol". Foi destaque na Copa do Brasil de 2006, quando o Ipatinga chegou até as semifinais de forma convincente, batendo pelo caminho grandes equipes como Santos e Botafogo. Ainda em 2006, teve passagens pouco felizes pelo Flamengo e Cruzeiro.
Em 2007, Diego Silva voltou a atuar pelo Ipatinga.

## Títulos
Ipatinga
- Campeonato Mineiro: 2005

Flamengo
- Copa do Brasil: 2006

Vitória
- Campeonato Baiano: 2008